# Ночь вампиров
Ночь вампиров (англ. The Forsaken) — американский роуд-муви фильм ужасов 2001 года режиссёра Джей С. Кардона. Премьера фильма состоялась 27 апреля 2001 года. В США фильм собрал $7 288 451, из них в первый уик-энд проката $3 020 159. В остальных странах было собрано $1 416 400, что в общей сложности составило $8 704 851.

## Сюжет
Молодой человек по имени Шон работает в околокинематографической сфере — монтирует трейлеры для фильмов, но желает большего — делать свои собственные фильмы. Шон подумывает отправиться во Флориду на свадьбу своей сестры, но денег ему на поездку не хватает. Тогда Шон решает сделать сразу два дела одновременно — съездить во Флориду и заработать на этом денег. Он соглашается перегнать совсем новенький мерседес за определённую плату. Вскоре Шон отправляется в путь и теряет бумажник. Ввиду того, что наличных денег у него теперь не имелось, Шон подбирает попутчика Ника (хотя первоначально брать кого-либо не планировал), который обещал оплатить стоимость бензина. По пути своего следования Шон и Ник вскоре встречают весьма странную компанию молодых людей, попросившую у них завести машину (не менее странно на встреченную компанию отреагировал попутчик Шона Ник). Под вечер же Ник привёл с собой ещё одного попутчика — девушку Меган.
Наконец в ходе дальнейших странных случайностей и событий Шон выясняет, что Ник является вампиром, который ранее был укушен другим вампиром и теперь охотившемся на него из-за того, что излечиться Ник может только после того, как убьёт укусившего его вампира. Та же история приключилась и с девушкой Меган, но она большую часть времени пребывает в бреду, порой высказывая непонятные мысли. В целом процесс полного обращения в вампира длится около недели, но если принимать определённые препараты, процесс можно тормозить. Сами же первоначальные вампиры произошли от семи тамплиеров, которые в период своего упадка и отчаяния заключили сделку с дьяволом, из-за чего, собственно, и превратились в этих существ.
Таким образом Шон, Ник и Меган путешествуют по дорогам США в поисках и уничтожении вампиров.

## В ролях
| Актёр           | Роль     |
| --------------- | -------- |
| Керр Смит       | Шон      |
| Брендан Фер     | Ник      |
| Изабелла Мико   | Меган    |
| Джонатон Шек    | Кит      |
| Фина Оук        | Ким      |
| Саймон Рекс     | Пэн      |
| Кэрри Снодгресс | Ина Хэмм |
| Алексис Торп    | Тэдди    |
| Эф. Джей Флинн  | Хут      |
| Сара Даунинг    | Джули    |